# David Julian Hirsh
David Julian Hirsh (* 26. Oktober 1973 in Montreal, Québec) ist ein kanadischer Schauspieler.
Hirsh spielte in verschiedenen Fernsehproduktionen mit, darunter in Naked Josh und in drei Staffeln von Hawthorne.
Neben der Schauspielerei produziert Hirsh auch Dokumentarfilme. Für den Film Camp Hollywood erhielt er 2005 einen Gemini Award.

## Filmografie (Auswahl)
- 1998: Nikita (Fernsehserie, Folge 2x05)
- 2000: Zweimal im Leben (Twice in a Lifetime, Fernsehserie, Folge 2x03)
- 2001: Largo Winch – Gefährliches Erbe (Largo Winch, Fernsehserie, Folge 1x01)
- 2001: Leap Years (Fernsehserie, 19 Folgen)
- 2002: Geständnisse – Confessions of a Dangerous Mind (Confessions of a Dangerous Mind)
- 2002: Just Cause (Fernsehserie, Folge 1x08)
- 2003: Dead Zone (Fernsehserie, Folge 2x04)
- 2004–2006: Naked Josh (Fernsehserie, 26 Folgen)
- 2005: CSI: NY (Fernsehserie, 3 Folgen)
- 2007: Lovebites (Fernsehserie, 28 Folgen)
- 2007: The Game (Fernsehserie, Folge 2x10)
- 2008: Cold Case – Kein Opfer ist je vergessen (Cold Case, Fernsehserie, Folge 6x02)
- 2009–2011: Hawthorne (Fernsehserie, 23 Folgen)
- 2010: Ghost Whisperer – Stimmen aus dem Jenseits (Ghost Whisperer, Fernsehserie, Folge 5x14)
- 2010: CSI: Vegas (CSI: Crime Scene Investigation, Fernsehserie, Folge 11x04)
- 2012: Touch (Fernsehserie, Folge 1x06)
- 2012: House of Lies (Fernsehserie, Folge 1x11)
- 2012: Weeds – Kleine Deals unter Nachbarn (Weeds, Fernsehserie, 7 Folgen)
- 2012: Flashpoint – Das Spezialkommando (Flashpoint, Fernsehserie, Folge 5x02)
- 2013: Twist of Faith
- 2013: Motive (Fernsehserie, Folge 1x06)
- 2014: Grimm (Fernsehserie, Folge 4x04)
- 2015: Stalker (Fernsehserie, Folge 1x13)
- 2016: Rosewood (Fernsehserie, Folge 1×15)
- 2018: Taken – Die Zeit ist dein Feind (Taken, Fernsehserie, Folge 2×1)